# شهرستان اندیجان
ناحیهٔ اندیجان (به ازبکی: Andijon tumani، اندیجان تومنی)(به روسی: Андижанский район) یک شهرستان در ازبکستان است که در ولایت اندیجان واقع شده‌است. ناحیه اندیجان ۳۷۰ کیلومتر مربع مساحت و ۲۸۶٬۱۰۰ نفر جمعیت دارد.
شهر اندیجان، مرکز ولایت اندیجان، مستقل از این شهرستان بوده، و به عنوان «شهر در سطح شهرستان» تعیین شده است. مرکز اداری ناحیهٔ اندیجان، شهرک کویگن‌یار است.